# Édi-Monde
Édi Monde était un groupe de presse français créé en 1947 par l'association de Paul Winkler, par ailleurs patron d'Opera Mundi, et du groupe Hachette.
Edi-Monde est, entre autres, connu pour la publication des Mickey Parade de 1966 à 1979 et de tous les magazines Disney : Journal de Mickey, Picsou Magazine, etc.
La première société Édi Monde (siren 572-020-733) créée en 1947 a été radiée le 14 octobre 1982.
La seconde Édi Monde Sphp Snc (siren 331-605-055) créée le 8 mars 1985 a été radiée le 11 janvier 1988.